# Barri europeu de Brussel·les
Barri europeu de Brussel·les és el nom no oficial amb el qual es coneix a la zona que acull la majoria de les institucions de la Unió Europea. El seu territori correspon aproximadament al triangle entre el Parc de Brussel·les, el Cinquantenari i Leopold Park. La  Comissió i el  Consell es troba al cor d'aquesta zona a la vora de la rotonda Schuman, a la Rue de la Loi. El Parlament Europeu es troba al costat de la Plaça de Luxemburg.

## Història
La zona va ser històricament residencial, un aspecte que s'ha perdut a mesura que s'han substituït les cases per edificis d'oficines modernes. Aquests edificis no van ser construïts d'acord amb un pla mestre d'alta qualitat o la iniciativa del govern, sinó segons interessos especulatius del sector privat. Tanmateix, a causa dels intents de Brussel·les per consolidar la seva posició, hi va haver grans inversions públiques a les infraestructures del barri. Les autoritats insisteixen en que el desenvolupament caòtic ha finalitzat, sent substituït per un pla mestre.

## Edificis de la Comissió
El més emblemàtic és l'estructura de l'edifici Berlaymont, seu principal de la Comissió. Construït originàriament a la dècada de 1960, l'edifici va ser el primer complex que es va construir per a la Comunitat Europea. L'obra va ser pagada pel Govern belga i s'inspira a 'edifici de la seu de la Unesco a París.
En origen la construcció incloïa asbest. L'edifici va ser renovellat a la dècada de 1990 per eliminar aquest material i renovar la construcció per tal de fer front a l'ampliació de la Unió Europea. Després d'un període d'exili a l'edifici Breydel, la Comissió va tornar a ocupar l'edifici Berlaymont el 2005, comprant-ho per 550 milions d'euros.
El President de la Comissió ocupa l'oficina més gran, a la vora de la sala de reunions de la Comissió a la part superior (pis 13). Encara que el principal edifici de la Comissió, només allotja'n 2.000 dels 20.000 funcionaris de la Comissió amb seu a Brussel·les. A més a més dels Comissaris i els seus gabinets, l'edifici Berlaymont també té la Secretaria General del Servei Jurídic.
A tot el barri, la Comissió ocupa 865.000 m² repartits en 61 edificis amb els edificis Berlaymont i el Carlemagne com els únics de més de 50.000 m². A causa de l'adhesió de 12 nous membres en 2004 i 2007 el personal ha augmentat, ampliant fins a 35.000 m² l'espai per a oficines.

## Altres institucions
A l'altre costat del carrer de la Loi s'aixeca l'edifici Justus Lipsius, que alberga el Consell de la Unió Europea i el Consell Europeu. A partir de 2013, el Consell Europeu es traslladarà al Résidence Palace situat al costat del Justus Lipsius.
Els edificis del Parlament, conegut com a Espai Léopold, es troben al sud entre el Parc Léopold i Plaça de Luxemburg. El complex té dos edificis principals: Paul-Henri Spaak i Altiero Spinelli, que abasten 372.000 metres quadrats. El complex no és la seu oficial del Parlament, ja que la seva feina està dividida en Estrasburg (seu oficial) i Luxemburg (secretaria). Tanmateix, les tres quartes parts de la seva activitat tenen lloc a Brussel·les, ja que la presa de decisions dels òrgans del Parlament, juntament amb les seves comissions i algunes de les seves sessions plenàries, se celebren a Brussel·les. Els edificis del Parlament han estat ampliats amb la nous edificis D4 i D5 acabats el 2007. Es creu que el complex disposa d'espai suficient per al Parlament para els pròxims deu a quinze anys.
El Comitè Econòmic i Social i al Comitè de les Regions ocupen l'edifici Delors que està al costat Parc Léopold.